# 吉森章夫
吉森 章夫（よしもり あきお、1935年〈昭和10年〉9月21日 - 2025年〈令和7年〉3月5日）は、日本の教育学者。合唱指揮者。声楽家。徳島大学名誉教授。
大阪府大阪市出身。徳島大学学芸学部卒業。東京芸術大学音楽学部卒業。

## 経歴
大阪府大阪市出身。父親の転勤により中学校のときに徳島県徳島市へ移る。
徳島大学学芸学部に入学し、当時の文部省の制度で東京芸術大学音楽学部に委託留学。卒業後、東京都内で中学校の教諭となり、1961年（昭和36年）に徳島大学学芸学部助手に就任する。その後、同学部教授、同大学総合政策学部学部長を経て2001年（平成13年）に退官、同大学名誉教授に就任。
また1965年（昭和40年）には徳島合唱団を設立し、全日本合唱コンクールで金、銀、銅賞を計19回受賞するなど数々の賞に導いてきた。1976年（昭和51年）より全日本合唱連盟徳島県理事長に就任。2006年（平成18年）には徳島県文化協会会長に就任。他にも徳島県音楽協会長、徳島県文化協会副会長等を歴任。徳島県合唱連盟顧問、四国二期会顧問等を務めた。
2025年（令和7年）3月5日、徳島県徳島市内の自宅で死去した。89歳没。死没日付をもって正四位に叙された。

## 受賞
- 2004年（平成16年） - 徳島県文化賞
- 2008年（平成20年） - よんでん芸術文化功労賞
- 2014年（平成26年）11月3日 - 瑞宝中綬章[6]
- 2025年（令和7年）3月5日 - 正四位[5]